# اوگو ساریچ
اوگو ساریچ (اسپانیایی: Hugo Zarich‎; ۱۷ مارس ۱۹۴۰ – ۵ نوامبر ۲۰۱۷) بازیکن فوتبال اهل آرژانتین بود.
از باشگاه‌هایی که در آن بازی کرده‌است می‌توان به باشگاه فوتبال ریور پلاته، باشگاه فوتبال راسینگ، باشگاه فوتبال دپورتیوو تولوکا، و باشگاه فوتبال بوکا جونیورز اشاره کرد.
وی همچنین در تیم ملی فوتبال زیر ۲۳ سال آرژانتین بازی کرده‌است.